# Großer Hochkasten
Der Große Hochkasten ist mit einer Höhe von 2389 m ü. A. der höchste Berg im steirischen Teil des Toten Gebirges. Die Namensgebung bezieht sich auf die Form des Berges durch den Blick vom Tal bei Hinterstoder aus. Der Gipfel wird aufgrund seiner Abgeschiedenheit selten besucht. Durch die große Nordostwand verlaufen einige Kletterrouten.

## Aufstieg
Auf den Gipfel führt kein markierter Anstieg. Der Normalweg führt vom Dietlgut durch das Prenterkar auf den Kleinen Hochkasten und weiter zum Gipfel.